# Eagle Mountain (Utah)
Pour les articles homonymes, voir Eagle Mountain.
Eagle Mountain est une municipalité américaine située dans le comté d'Utah en Utah. Lors du recensement de 2010, sa population est de 21 415 habitants.

## Géographie
Eagle Mountain est située à l'ouest du lac Utah.
Selon le Bureau du recensement des États-Unis, la municipalité s'étend en 2010 sur une superficie de 44,46 milles carrés (115,15 km2).

## Histoire
Eagle Mountain devient une municipalité le 3 décembre 1996. Elle ne compte alors que 250 habitants. La ville connaît une importante croissance démographique dans les années qui suivent et acquiert le statut de city en mai 2001.

## Démographie
La population d'Eagle Mountain est estimée à 32 204 habitants au 1er juillet 2017. Sa population est nettement plus jeune que le reste du pays. En 2016, près d'un habitant d'Eagle Mountain sur deux a moins de 18 ans (48,2 %) contre environ 30 % en Utah et 23 % aux États-Unis.
| Groupe                                  | Eagle Mountain (2016) | Utah (2017) | États-Unis (2017) |
| --------------------------------------- | --------------------- | ----------- | ----------------- |
| Blancs                                  | 93,5                  | 90,9        | 76,6              |
| Métis                                   | 2,5                   | 2,5         | 2,7               |
| Afro-Américains                         | 1,0                   | 1,4         | 13,4              |
| Asiatiques                              | 0,9                   | 2,6         | 5,8               |
| Amérindiens                             | 0,6                   | 1,5         | 1,3               |
| Hawaïens et autres peuples du Pacifique | 0,5                   | 1,0         | 0,2               |
|                                         |                       |             |                   |
| Hispaniques et Latino-Américains        | 7,5                   | 7,0         | 18,1              |

Le revenu par habitant était en moyenne de 18 791 dollars par an entre 2012 et 2016, en-dessous de la moyenne de l'Utah (25 600 dollars) et de la moyenne nationale (29 829 dollars), malgré un revenu médian par foyer supérieur (71 122 dollars contre respectivement 62 518 dollars et 55 322 dollars). Sur cette même période, 6,6 % des habitants d'Eagle Mountain vivaient sous le seuil de pauvreté (contre 10,2 % dans l'État et 12,7 % à l'échelle des États-Unis).